# Voz da Terra
Voz da Terra é um jornal brasileiro, que circula nas cidades da região de Assis e inaugurado em 1963.